# Yola consanguinea
Yola consanguinea är en skalbaggsart som först beskrevs av Régimbart 1892.  Yola consanguinea ingår i släktet Yola och familjen dykare. Inga underarter finns listade i Catalogue of Life.